# Asplenium mossambicense
Asplenium mossambicense är en svartbräkenväxtart som beskrevs av Schelpe. Asplenium mossambicense ingår i släktet Asplenium och familjen Aspleniaceae. Inga underarter finns listade.